# Lacapelle-del-Fraisse
Lacapelle-del-Fraisse é uma comuna francesa na região administrativa de Auvérnia-Ródano-Alpes, no departamento de Cantal. Estende-se por uma área de 15,41 km². Em 2010 a comuna tinha 362 habitantes (densidade: 23,5 hab./km²).